# Mahindra Thar

## Première génération (2010-2020)
Le Mahindra Thar est un modèle de 4x4 basé sur une Jeep. Il est nommé selon le désert du pays de production. 
Depuis 2018, le Thar est proposé en Amérique du Nord sous le nom de Mahindra Roxor en tant qu'engin agricole, cependant FCA (la société mère de l'époque de Jeep) dépose une plainte aux États-Unis afin d'empêcher sa commercialisation.

## Deuxième génération (Depuis 2020)

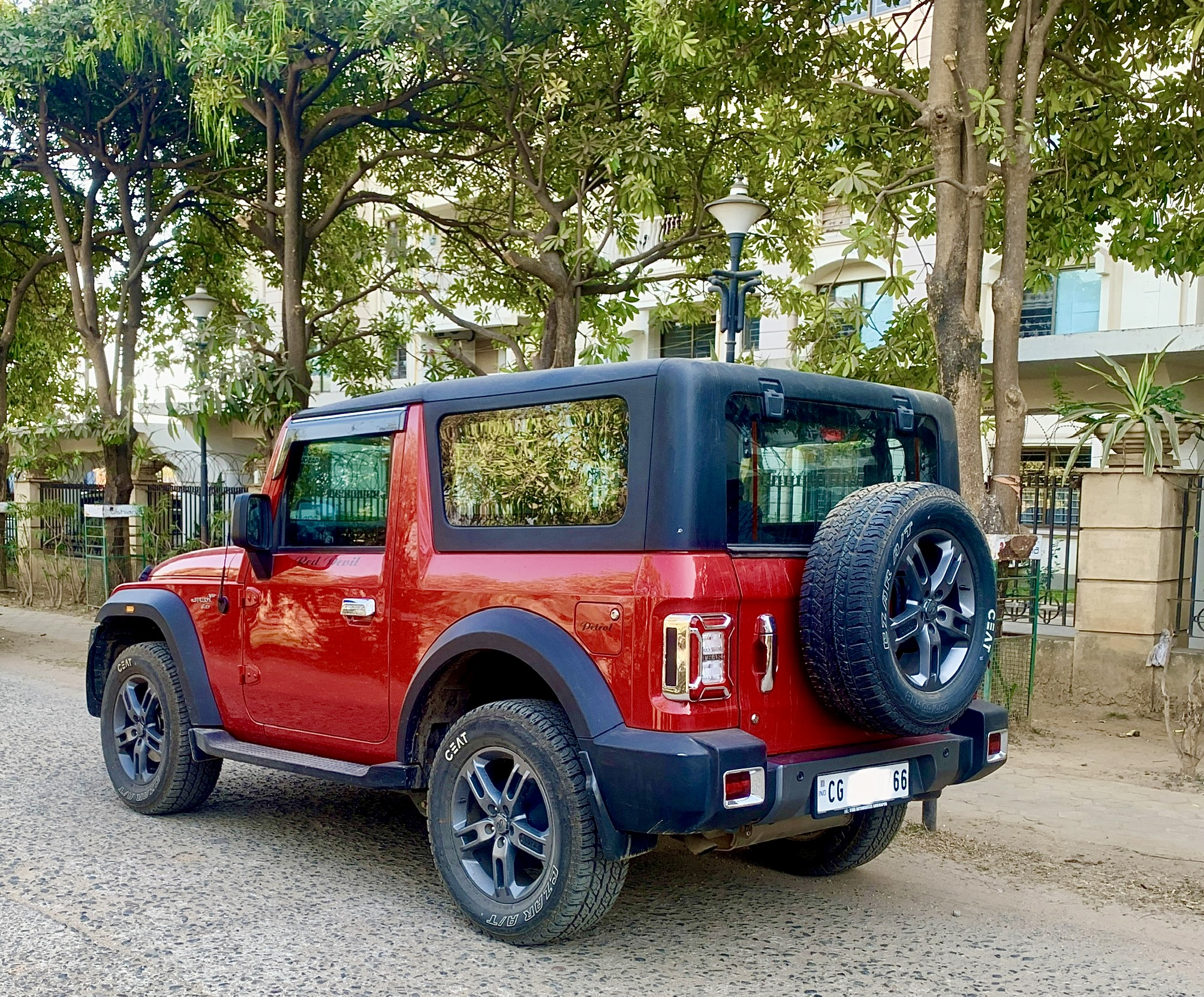
Mahindra Thar, Vue arrière

Une nouvelle version voit le jour en 2020, son design est calqué sur le Jeep Wrangler avec un design plus imposant et moderne. Il s'équipe de nouveaux moteurs essence et diesel et de climatisation sur toutes les finitions (AX et LX-4).
En 2023, Mahindra présente le Vision Thar.e, un tout terrain électrique dédié à la commercialisation mondiale, il est construit sur la plateforme MEB de Volkswagen. Il se pourrait qu'en août 2024, il soit proposé en version longue à cinq portes.